# Bußgeldkatalog-Verordnung
Die Bußgeldkatalog-Verordnung (BKatV) ist eine Rechtsverordnung des deutschen Bundesverkehrsministeriums, die im sogenannten Bußgeldkatalog (BKat) die Regelsätze für Bußgelder und Verwarnungsgelder bei Verkehrsordnungswidrigkeiten festsetzt. Außerdem konkretisiert sie die Voraussetzungen und die Dauer eines Regelfahrverbots (§ 4 BKatV).

## Höhe der Regelsätze
Rechtsgrundlage für die Höhe einer festzusetzenden Geldbuße ist die BKatV. Die darin genannten Beträge sind Regelsätze, die von fahrlässiger Begehungsweise und gewöhnlichen Tatumständen ausgehen. Die zuständige Verwaltungsbehörde (§ 36 Abs. 1 des Gesetzes über Ordnungswidrigkeiten) oder der Tatrichter sowie gegebenenfalls auch Polizeivollzugsbeamte und Parkhostessen können vom Regelfall abweichende Beträge aussprechen. Bei Geldbußen ab 60 € erfolgt ein Eintrag in das Fahreignungsregister in Flensburg (§ 28 Abs. 3 Nr. 3 Buchstabe a Doppelbuchstabe b StVG).
Der Bundeseinheitliche Tatbestandskatalog für Verkehrsordnungswidrigkeiten (BT-KAT-OWI) ist eine verwaltungsinterne Richtlinie (Verwaltungsvorschrift), die der vereinfachten Umsetzung der BKatV dient, insbesondere im Hinblick auf die einzelnen Tatbestandsbezeichnungen sowie den damit verbundenen Eintragungszwecken in das Fahreignungsregister.
In manchen Fällen, zum Beispiel bei einer Geschwindigkeitsüberschreitung von mehr als 30 km/h innerhalb geschlossener Ortschaften, ist im Bußgeldkatalog ein Regelfahrverbot aufgeführt. Das bedeutet, dass grundsätzlich ein Fahrverbot, das je nach Schwere der Tat ein bis drei Monate betragen kann, auszusprechen ist und nur im begründeten Einzelfall darauf verzichtet werden kann.

## Novellen

### Änderung vom 5. Januar 2009
Die Änderung (in Kraft getreten am 1. Februar 2009) soll laut dem Bundesministerium für Verkehr, Bau und Stadtentwicklung vor allem einen Rückgang der Zahl der Unfalltoten bewirken. Dies soll durch teilweise drastische Verschärfung der Bußgelder für unangepasste Geschwindigkeit, gefährliche Überholvorgänge, Verstöße gegen die Vorfahrt, Rotlicht-Verstöße und wegen zu geringen Abstands erreicht werden.

### Änderung ab 1. Mai 2014
Am 1. Mai 2014 änderte sich das System drastisch. Der Bußgeldkatalog wurde in Gänze an das neue Fahreignungsregister angepasst. Nun reichen schon 8 statt bisher 18 Punkte aus, um die Fahrerlaubnis zu verlieren. Die größte Neuerung besteht darin, dass Ordnungswidrigkeiten, welche keinen Einfluss auf die Verkehrssicherheit haben, nicht mehr zu Punkten in Flensburg führen. Um weiterhin eine entsprechende Strafe zu gewährleisten, werden diese Vergehen mit einem höheren Bußgeld belegt. Zum Beispiel wird die unerlaubte Einfahrt in eine Umweltzone ohne Umweltplakette nicht mehr wie zuvor mit 40,00 € belangt, sondern mit 80,00 €. Auch Ordnungswidrigkeiten, die in der vorigen Fassung mit 40,00 € und einem Punkt geahndet wurden, erfahren eine Steigerung auf 60,00 €, um auch weiterhin mit einem Punkt belangt zu werden. Eine Auflistung aller Tatbestände und deren Strafe findet man in einer Publikation des Kraftfahrt-Bundesamtes. Viele alltägliche Vergehen blieben in der Höhe des Bußgeldes gleich, aber das Punktesystem wurde neu geregelt.

### Außer Vollzug gesetzte Änderung (54. StVRÄndV) vom 28. April 2020
Zusammen mit der Novelle der Straßenverkehrs-Ordnung sollten umfangreiche Änderungen des Bußgeldkatalogs in Kraft treten.
Damit wurde der Bußgeldkatalog drastisch verschärft: wenn es vorher innerorts ab zwei Geschwindigkeitsüberschreitungen innerorts mit 26 km/h ein Fahrverbot von einem Monat auf den Fahrer zukam, so erhält der Fahrer bereits ab einer Geschwindigkeitsüberschreitung von 21 km/h ein einmonatiges Fahrverbot. Auch wurde die Geldbuße für einen Geschwindigkeitsverstoß ab 16 km/h innerorts erhöht. Vor dieser Novelle drohten dem Fahrer 35,00 € Bußgeld, seit der Änderung jedoch 70,00 €. Dies sollte auch 1 Punkt in Flensburg nach sich ziehen, jedoch blieb dieser Punkt aus, aus welchen Gründen, ist nicht bekannt. Auch außerorts droht dem Fahrer seit der Neuerung des Bußgeldkatalogs viel schneller ein Fahrverbot: vorher wurde dieser ab einer Geschwindigkeitsüberschreitung ab 41 km/h angeordnet, nun bereits ab 26 km/h.
Die Änderungen der Bußgeldkatalog-Verordnung vom 28. April 2020 waren im ursprünglichen Entwurf zu einer Änderung der Straßenverkehrsordnung nicht enthalten. Sie wurden im Zuge der Beratung durch den Bundesrat hinzugefügt. Dabei unterlief dem Verordnungsgeber ein Fehler durch die Nichtbeachtung des Zitiergebots. In der Folge dieser Rechtsunsicherheit setzten mehrere Bundesländer die Anwendung der neuen Regelungen aus und das Bundesverkehrsministerium forderte die Bundesländer auf, den zuvor geltenden Bußgeldkatalog wieder anzuwenden.

### Änderung zum 9. November 2021
Im April 2021 gab es eine Einigung zwischen Bund und Ländern, die zwar höhere Bußgelder, aber keine zusätzlichen Fahrverbote vorsieht. Weitere Änderungen betreffen verbotswidriges Parken auf Geh- oder Radwegen, das mit einem Bußgeld in Höhe von bis zu 110 Euro statt wie zuvor bis 35 Euro geahndet wird. Dazu gehört auch das Halten auf Schutzstreifen oder in zweiter Reihe. Werden durch Falschparken und falsches Halten andere Verkehrsteilnehmer behindert oder gefährdet, ist zudem ein „Punkt in Flensburg“ vorgesehen. Bußgelder für Geschwindigkeitsverstöße werden im Schnitt inner- wie außerorts auf das Doppelte angehoben. Ebenfalls angehoben wurden die Regelsätze für Autoposer, Autocruiser (für das Verursachen von unnötigem Lärm und einer vermeidbaren Abgasbelästigung sowie unnützes Hin- und Herfahren). Die unerlaubte Nutzung einer Rettungsgasse sowie das Nichtbilden einer Rettungsgasse werden durch die Neufassung der Katalog-Verordnung mit einer Forderung zwischen 200 und 320 Euro sowie einem Monat Fahrverbot geahndet. Neu ist außerdem eine Geldbuße für unberechtigtes Parken auf einem Parkplatz für elektrisch betriebene Fahrzeuge und Carsharing-Fahrzeuge.
Am 8. Oktober 2021 stimmte der Bundesrat einstimmig den Änderungen des Bußgeldkatalogs zu. Sie traten am 9. November 2021 in Kraft.

## Regelungen außerhalb Deutschlands

### Österreich
Strafart und Strafsatz richten sich bei Verkehrsverstößen gem. § 10 Verwaltungsstrafgesetz (VStG) nach materiellem Recht, soweit im VStG nicht anderes bestimmt ist. Grundlage für die Bemessung der Strafe sind die Bedeutung des strafrechtlich geschützten Rechtsgutes und die Intensität seiner Beeinträchtigung durch die Tat (§ 19 VStG).
Das Straßenverkehrsgesetz 1960 enthält in § 99 StVG zahlreiche Strafbestimmungen, die für verschiedene Verwaltungsübertretungen jeweils unterschiedliche Strafrahmen eröffnen. Beispielsweise ist eine Geldstrafe von 800 Euro bis 3700 Euro vorgesehen, wenn jemand in einem durch Alkohol oder Suchtgift beeinträchtigten Zustand ein Fahrzeug lenkt oder in Betrieb nimmt (§ 99 Z 1b StVG).
In Österreich gibt es keine der deutschen Ermächtigungsgrundlage in § 26a StVG entsprechende Vorschrift für bundesweit einheitliche Regelsätze für Verkehrsstrafen. Zudem sind neben dem Bund auch die jeweiligen Bundesländer, Gemeinden sowie die ASFINAG für Verkehrsstrafen zuständig. Ein gleichwohl vom Innenministerium erstellter Bundes-Tatbestandskatalog war deshalb für die Länder nicht verbindlich. Bei identischen Delikten werden je nach Bundesland unterschiedliche Strafgelder verhängt.
2019 kritisierte der Rechnungshof diese Rechtslage in einem Bericht an den Nationalrat und die Landtage von Nieder- und Oberösterreich.

### Schweiz
In der Schweiz enthält das Ordnungsbussengesetz (OBG) in Verbindung mit dem Strassenverkehrsgesetz (SVG) die mit Buße belegten Verstöße gegen Verkehrsregeln (Art. 1 Abs. 1 lit. a.7. OBG, Art. 90 ff. SVG). Art. 15 OBG verpflichtet den Bundesrat, nach Anhörung der Kantone die Übertretungstatbestände aufzulisten, die durch Ordnungsbusse zu ahnden sind und den Bussenbetrag zu bestimmen. Dieser Verpflichtung ist der Bundesrat mit Erlass der Ordnungsbussenverordnung (OBV) nachgekommen. Anhang 1 zur OBV  enthält die Übertretungen nach dem Straßenverkehrsgesetz (Bussenliste 1).